# Siffleur des Fidji
Pachycephala vitiensis
Espèce
Le Siffleur des Fidji (Pachycephala vitiensis) est une espèce de passereaux des Fidji appartenant la famille des Pachycephalidae.

## Taxinomie
Cette espèce inclut toutes les sous-espèces de l'ancienne espèce Pachycephala vitiensis qui a longtemps été considérée par le Congrès ornithologique international comme une espèce à part entière avant d'être fusionnée dans l'espèce Pachycephala graeffii dans sa classification version 4.4 (2014). Comme l'épithète vitiensis est plus ancien, cette espèce change de nom scientifique et devient Pachycephala vitiensis.
synonymePachycephala graeffii